# アルプスの牧場 (灰田勝彦の曲)
アルプスの牧場（アルプスのまきば）は、1951年に発売された、日本の歌手・ウクレレ奏者である灰田勝彦の楽曲。

## 解説
本曲は1951年にビクターレコードより発売された。
この当時の灰田勝彦は「東京の屋根の下」、「野球小僧」、「水色のスーツケース」など次々とヒットを飛ばし、まさに歌手として全盛期の真っ只中にあった。本曲はハワイ出身の灰田が持ち味のハワイアン・ファルセットを巧みに操り、ヨーデルの掛け声を随所に入れながら伸びやかに歌いあげてヒット曲となった。
1952年、灰田はNHKラジオの正月特別番組として放送されていた第2回NHK紅白歌合戦に初出場を果たして本曲を歌唱している。
なお、日本国有鉄道の一部区間で運用されていた気動車の車内チャイム『アルプスの牧場』は、本曲とはたまたま同一のタイトルだっただけで全く関連がなく、そちらはアルプスの牧場 (チロル民謡)（ドイツ語：Bogdniuu Quasniax - Auf Der Alm）が原曲である。

## 収録曲
1. アルプスの牧場（A面 P-2051）
作詩：佐伯孝夫　作曲・編曲：佐々木俊一　歌唱：灰田勝彦

1. 牛飼ひ娘（B面 P-2064）[注釈 2]
作詩：佐伯孝夫　作曲：佐々木俊一　編曲：松井八郎　歌唱：服部富子